# Matt Salinger
Matt Salinger, nato Matthew Robert Salinger (Windsor, 13 febbraio 1960), è un attore e produttore cinematografico statunitense, attivo in teatro, cinema e televisione.
Sullo schermo, ha rivestito i panni di Capitan America, uno dei super eroi della Marvel, nell'omonimo film del 1990.

## Vita privata
L'attore, che è figlio dello scrittore JD Salinger e della psicologa Alison Claire Douglas, è sposato con Betsey Jane Becker; dal matrimonio sono nati due figli.

## Filmografia

### Attore
- La rivincita dei nerds (Revenge of the Nerds), regia di Jeff Kanew (1984)
- Power - Potere (Power), regia di Sidney Lumet (1986)
- È pazza, ma le corro dietro (Options), regia di Camilo Vila (1989)
- Capitan America (Captain America), regia di Albert Pyun (1990)
- Fortunes of War, regia di Thierry Notz (1994)
- Babyfever , regia di Victoria Foyt, Henry Jaglom (1994)
- Al di là dei sogni (What Dreams May Come), regia di Vincent Ward (1998)
- Il diavolo dentro (Let the Devil Wear Black), regia di Stacy Title (1999)
- The Year That Trembled , regia di Jay Craven (2002)
- Sotto il sole della Toscana (Under the Tuscan Sun), regia di Audrey Wells (2003)
- Più grande del cielo (Bigger Than the Sky), regia di Al Corley (2005)
- Nadie quiere la noche, regia di Isabel Coixet (2015)
- Love After Love, regia di Russell Harbaugh (2017)
- Wetware, regia di Jay Craven (2018)
- Le spie di Churchill (A Call to Spy), regia di Lydia Dean Pilcher (2019)
- L'uomo dei ghiacci - The Ice Road (The Ice Road), regia di Jonathan Hensleigh (2021)

### Produttore
- Fortunes of War, regia di Thierry Notz (1994)
- Desert Moon (Mojave Moon), regia di Kevin Dowling (1996)
- Little City, regia di Roberto Benabib (1997)
- Hacks, regia di Gary Rosen (1997)
- Il diavolo dentro (Let the Devil Wear Black), regia di Stacy Title (1999)
- A Stranger in the Kingdom, regia di Jay Craven (1999)
- Four Dogs Playing Poker, regia di Paul Rachman (2000)
- Meeting Daddy, regia di Peter Gould (2000)
- Plan B, regia di Greg Yaitanes (2001)
- The Syringa Tree , regia di Larry Moss - film tv (2002)
- Love Comes Lately, regia di Jan Schütte (2007)
- New York Street Games, regia di Matthew Levy (2010)

## Doppiatori italiani
Nelle versioni in italiano delle opere in cui ha recitato, Matt Salinger è stato doppiato da:
- Luciano Roffi in Power - Potere, L'uomo dei ghiacci - The Ice Road
- Gianni Giuliano in Orchidee e sangue
- Massimo Corvo in Davy Crockett
- Romano Malaspina in Capitan America
- Maurizio Reti in Più grande del cielo
- Domenico Strati in Black Dawn - Tempesta di fuoco
- Francesco Orlando in Law & Order: Criminal Intent
- Gianluca Machelli in Dr. House - Medical Division